# Massimo Pittau

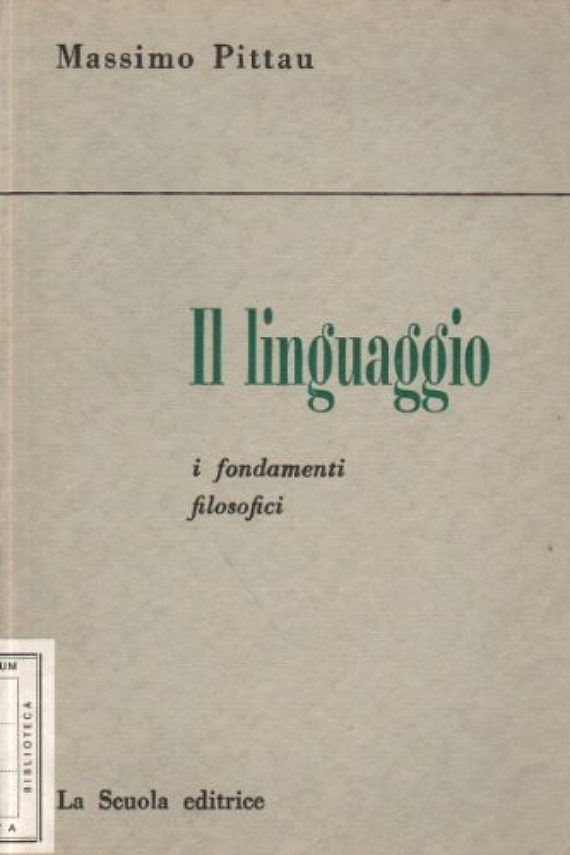
Massimo Pittau: Il linguaggio. I fondamenti filosofici. (1957)

Massimo Pittau (* 6. Februar 1921 in Nuoro, Sardinien; † 20. November 2019 in Sassari, Sardinien) war ein italienischer Linguist mit den Spezialgebieten etruskische Sprache und sardische Sprache. Er hat zahlreiche Studien über die Nuraghenkultur und die Geschichte Sardiniens veröffentlicht.

## Leben und Werk

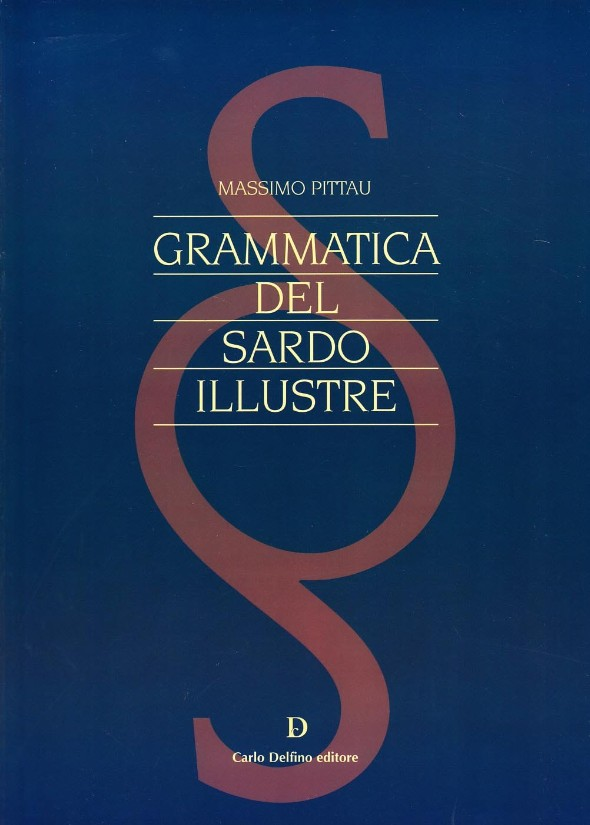
Massimo Pittau: Grammatica del sardo illustre. (2005)

Pittau studierte Literaturwissenschaft an der Universität Turin unter der Leitung von Matteo Bartoli und verfasste 1944 eine Abschlussarbeit über den sardischen Dialekt der Region um Nuoro. Später studierte er Philosophie an der Universität Cagliari und schloss 1946 mit einer Arbeit über den pädagogischen Wert der klassischen Sprachen ab. An der Universität Florenz vertiefte er 1948/49 seine Kenntnisse über Philologie durch Vorlesungen von Carlo Battisti, Giacomo Devoto, Emidio De Felice, Bruno Migliorini und Giorgio Pasquali. Anschließend unterrichtete er als Privatdozent in Pisa. 1959 erhielt er eine Professur und 1971 den Lehrstuhl für Linguistik an der Universität Sassari. Von 1975 bis 1978 war Pittau Dekan der Fakultät für Bildungswissenschaften an der Universität von Sassari.
Pittau ist der Autor von etwa fünfzig Büchern und mehr als 400 Studien über Linguistik, Philologie und Sprachphilosophie. Für seine Veröffentlichungen erhielt er 1972 einen Kulturpreis von der Presidenza del Consiglio dei Ministri, dem italienischen Ministerratspräsidium. 1995 wurde er für seine literarische Arbeit von der Gruppo Internazionale di Pisa mit einem Preis für Letterati del nostro tempo (Schriftsteller unserer Zeit) ausgezeichnet. Er erhielt den Kulturpreis für Literatur in sardischer Sprache, zwei nationale Auszeichnungen für seine sprachphilosophischen Werke und zwei Grazia-Deledda-Preise für Sachbücher. Darüber hinaus wurde er 1997 mit dem Preis von Sardinien für Linguistik ausgezeichnet und erhielt 2004 eine Urkunde für die Verdienste um das erste Festival der sardischen Literatur. 2009 wurde ihm von der Stadt Sassari ein Preis für die Erhaltung von Minderheitensprachen und -kulturen verliehen. 2016 veröffentlichte er eine Autobiografie mit dem Titel Una storia tra due guerre mondiali (Eine Geschichte zwischen zwei Weltkriegen).
Pittau war 40 Jahre lang aktives Mitglied der Società Italiana di Glottologia (Italienische Gesellschaft für Sprachwissenschaft) und 30 Jahre lang Mitglied der Sodalizio Glottologico Milanese (Mailänder Vereinigung für Sprachwissenschaften). Von besonderer Bedeutung war die 10 Jahre dauernde briefliche Korrespondenz mit dem bedeutenden Linguisten Max Leopold Wagner, der grundlegende Werke zur Erforschung der sardischen Sprache verfasst hat. Pittau war ab 1954 verheiratet und hatte vier Kinder. Nach seiner Emeritierung lebte er in Sassari auf Sardinien.
2019 verstarb Pittau im Alter von 98 Jahren an den Folgen von Verletzungen, die er sich beim Sturz vom Balkon seiner Wohnung in Sassari zugezogen hatte.

## Veröffentlichungen (Auswahl)
- Questioni di linguistica sarda. Pisa 1956.
- Il dialetto di Nuoro. Bologna 1956.
- Il linguaggio. I fondamenti filosofici. La Scuola Editrice, Brescia 1957.
- Studi sardi di linguistica e storia. Pisa 1958.
- Filosofia e linguaggio. Pisa 1962.
- La regolazione delle nascite e la liceità dei suoi mezzi. Editrice Sarda Fossataro, Cagliari 1966.
- Problemi di filosofia del linguaggio. Cagliari 1967.
- Lingua e civiltà di Sardegna. Cagliari 1970.
- Aristotele. La Poetica. Palumbo, Palermo 1972.
- Grammatica del sardo-nuorese. Bologna 1972.
- Problemi di lingua sarda. Sassari 1975.
- La Sardegna nuragica. Sassari 1977.
- Pronunzia e scrittura del sardo-logudorese. Sassari 1978.
- La lingua dei Sardi Nuragici e degli Etruschi. Sassari 1981.
- Lessico etrusco-latino comparato col nuragico. Sassari 1984.
- I cognomi della Sardegna. Significato e origine. Sassari 1990.
- Testi etruschi tradotti e commentati. Con vocabolario. Bulzoni, Rom 1990.
- Grammatica della lingua sarda. Varietà logudorese. Sassari 1991.
- Poesia e letteratura. Breviario di poetica. Brescia 1993.
- Ulisse e Nausica in Sardegna. Nuoro 1994.
- L'origine di Nuoro. I toponimi della città e del suo territorio. Nuoro 1995.
- Origine e parentela dei sardi e degli etruschi. Saggio storico-linguistico. Sassari 1995.
- La lingua etrusca. Grammatica e lessico. Insula Edizioni, Nuoro 1997, ISBN 88-86111-07-X.
- I nomi di paesi, città, regioni, monti e fiumi della Sardegna. Significato e origine. E. Gasperini, Cagliari 1997.
- La Tabula Cortonensis. Le lamine di Pirgi ed altri testi etruschi tradotti e commentati. Edes, Sassari 2000.
- Dizionario della lingua sarda. Fraseologico ed etimologico. 2 Bände, Cagliari 2000/2003.
- La lingua sardiana o dei protosardi. E. Gasperini, Cagliari 2001.
- Vocabolario della lingua sarda. E. Gasperini, Cagliari 2002.
- Lingua e civiltà di Sardegna (II). Edizioni della Torre, Cagliari 2004.
- Grammatica del sardo illustre. Carlo Delfino, Sassari 2005.
- Dizionario della lingua etrusca. Carlo Delfino, Sassari 2005, Neuauflage Ipazia Books, Sassari 2018, ISBN 978-1-9808-1632-4.
- Dizionario dei cognomi di Sardegna. 3 Bände, Cagliari 2006.
- Toponimi italiani di origine etrusca. Sassari 2006.
- La Sardegna nuragica. Edizioni della Torre, Cagliari 2006, ISBN 978-88-7343-457-3.
- Storia dei sardi nuragici. Domus de Janas, Selargius 2007.
- Il Sardus Pater e i guerrieri di Mont'e Prama. Edes, Sassari 2009.
- Dizionario comparativo latino – etrusco. Carlo Delfino, Sassari 2009.
- L'Era fascista nella provincia italiana. Edes, Sassari 2011.
- Gli antichi sardi fra i popoli del mare. Domus de Janas 2011.
- I grandi testi della lingua etrusca. Carlo Delfino 2011, ISBN 978-88-7138-632-4.
- I toponimi della Sardegna 2. Edes, Sassari 2011.
- Lessico italiano di origine etrusca. Società Editrice Romana 2012, ISBN 978-88-89291-12-2.
- Il dominio sui mari dei popoli tirreni. Ipazia Books, Sassari 2013.
- 600 Iscrizioni etrusche – tradotte e commentate. Ipazia Books, Sassari 2013, ISBN 978-1-9807-8851-5.
- Nuovo vocabolario della lingua sarda. Fraseologico ed etimologico. 2 Bände, Domus de Janas 2014/2015.
- La lingua etrusca. Ipazia Books, Sassari 2015.
- Luoghi e toponimi della Sardegna. Ipazia Books, Sassari 2015.
- I Giganti di Mont'e Prama e il Sardus Pater. Ipazia Books, Sassari 2015.
- Credenze religiose degli antichi Sardi. Edizioni Della Torre, Cagliari 2016.
- Una storia tra due guerre mondiali. un'autobiografia. Ipazia Books, Sassari 2016.
- Lessico italiano connesso con quello etrusco. Ipazia Books, Sassari 2016.
- Studi sulla lingua etrusca. Ipazia Books, Sassari 2016.
- Toponimi toscani di origine etrusca. Ipazia Books, Sassari 2016.
- Il nostro latino quotidiano: 777 sentenze frasi proverbi tradotti e commentati. Ipazia Books, Sassari 2016.
- Della Filosofia e della religione: un saggio breve. Ipazia Books, Sassari 2016.
- Nomi di luogo etruschi o etrusco-latini in italia settentrionale. Ipazia Books, Sassari 2016.
- Compendio della Civiltà dei Sardi Nuragici. Ipazia Books, Sassari 2017.
- Gli Etruschi nell'Antica Svizzera. Ipazia Books, Sassari 2018.